# Michał Bijak
Michał Zbigniew Bijak – polski biochemik, doktor habilitowany nauk biologicznych.

## Życiorys
W 2010 r. ukończył studia biologiczne na Uniwersytecie Łódzkim, w  2014 r. obronił pracę doktorską pt. Ocena antykoagulacyjnych właściwości związków polifenolowych z perspektywą ich wykorzystania w profilaktyce i leczeniu zakrzepic, której promotorem był dr hab. Paweł Nowak, w 2018 r. habilitował się na podstawie pracy zatytułowanej Wpływ flawonolignanów na komórkowe elementy układu hemostazy. 
Został zatrudniony na Uniwersytecie Łódzkim i w Wojskowym Instytucie Chemii i Radiometrii.
Należy do Komisji do spraw Stopni Naukowych Dyscypliny – Nauk Biologicznych UŁ.